# Jacek Bąk
Jacek Bąk (Lublin, 24 de Março de 1973) é um ex-futebolista profissional polonês.

## Carreira
Jogou a Copa do Mundo FIFA de 2002, a Copa do Mundo FIFA de 2006 e o Campeonato Europeu de Futebol de 2008, seu último torneio com a Seleção Polonesa de Futebol.
Apesar de ter o mesmo sobrenome, Jacek não possui parentesco com Arkadiusz Bąk, que também atuou em 2002.